# Miloslav Kadeřábek
Milosav Kadeřábek (25. června 1932 Praha – 2006) byl český architekt. V roce 1959 vystudoval Fakultu architektury Českého vysokého učení technické v Praze. Po studiích nastoupil do Energovodu Praha, kde působil až do roku 1967. Poté se živil samostatně a po roce 1990 založil vlastní ateliér. Zaměřoval se na rekonstrukce, ale i na vlastní stavby činžovních domů, smutečních síní a technických objektů. Mezi jeho stavby patří například krematorium Klatovy (1985, návrh před rokem 1981), smuteční síně v Kralupech nad Vltavou, v Broumově-Bylnici a další. Byl členem Českého svazu výtvarných umělců a České komory architektů.

## Galerie

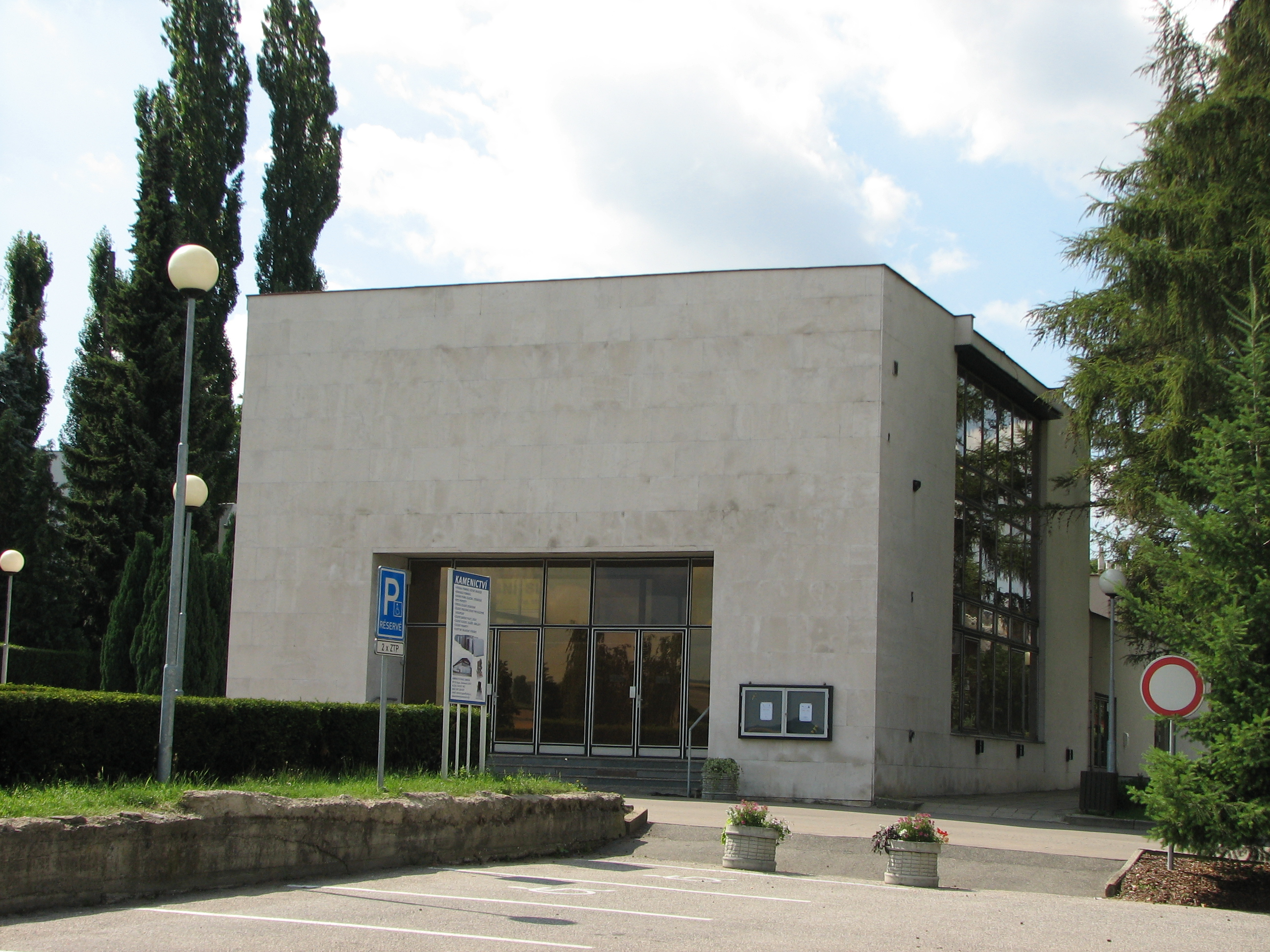
Smuteční síň v Kyjově
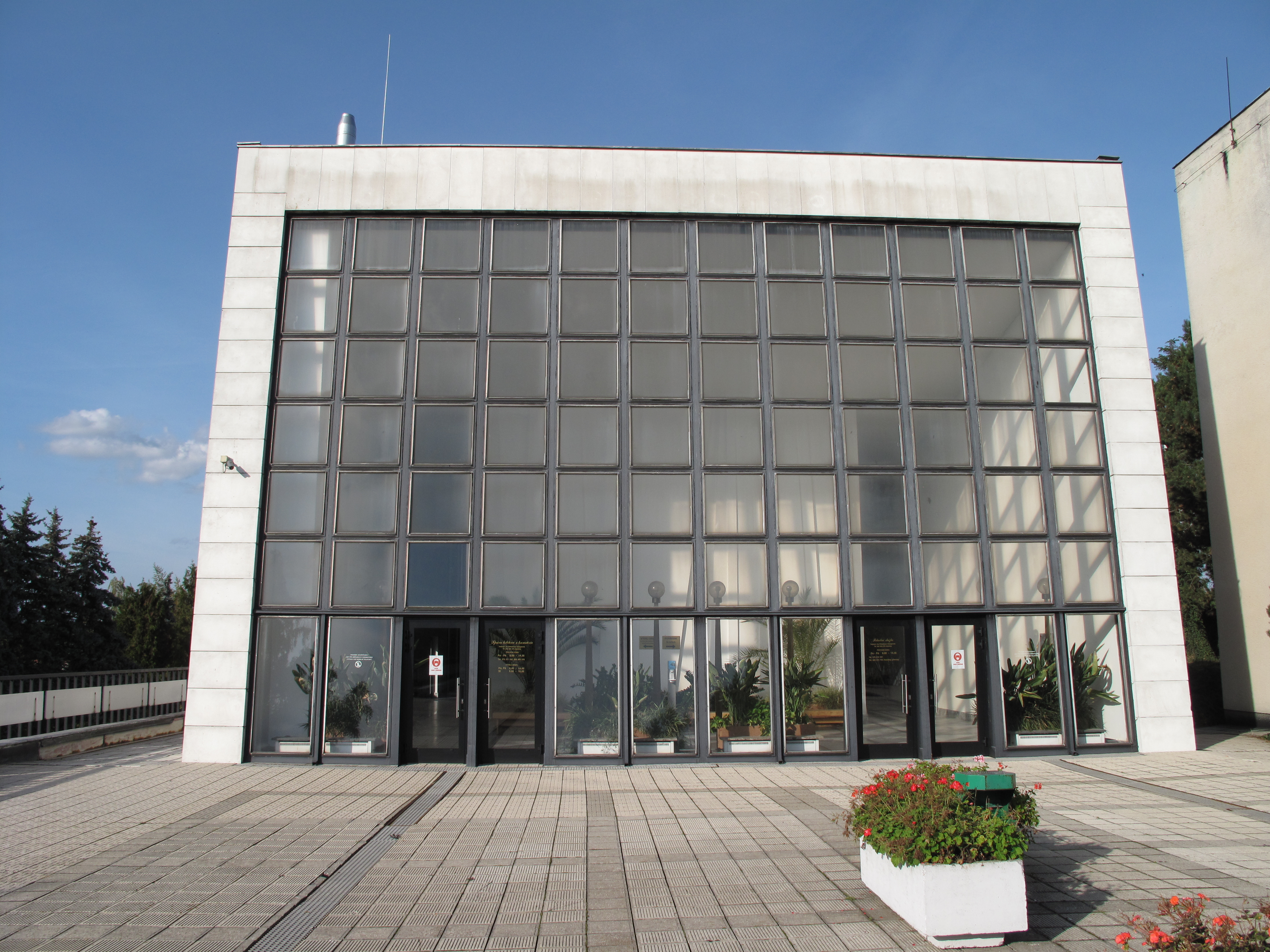
Krematorium v Klatovech
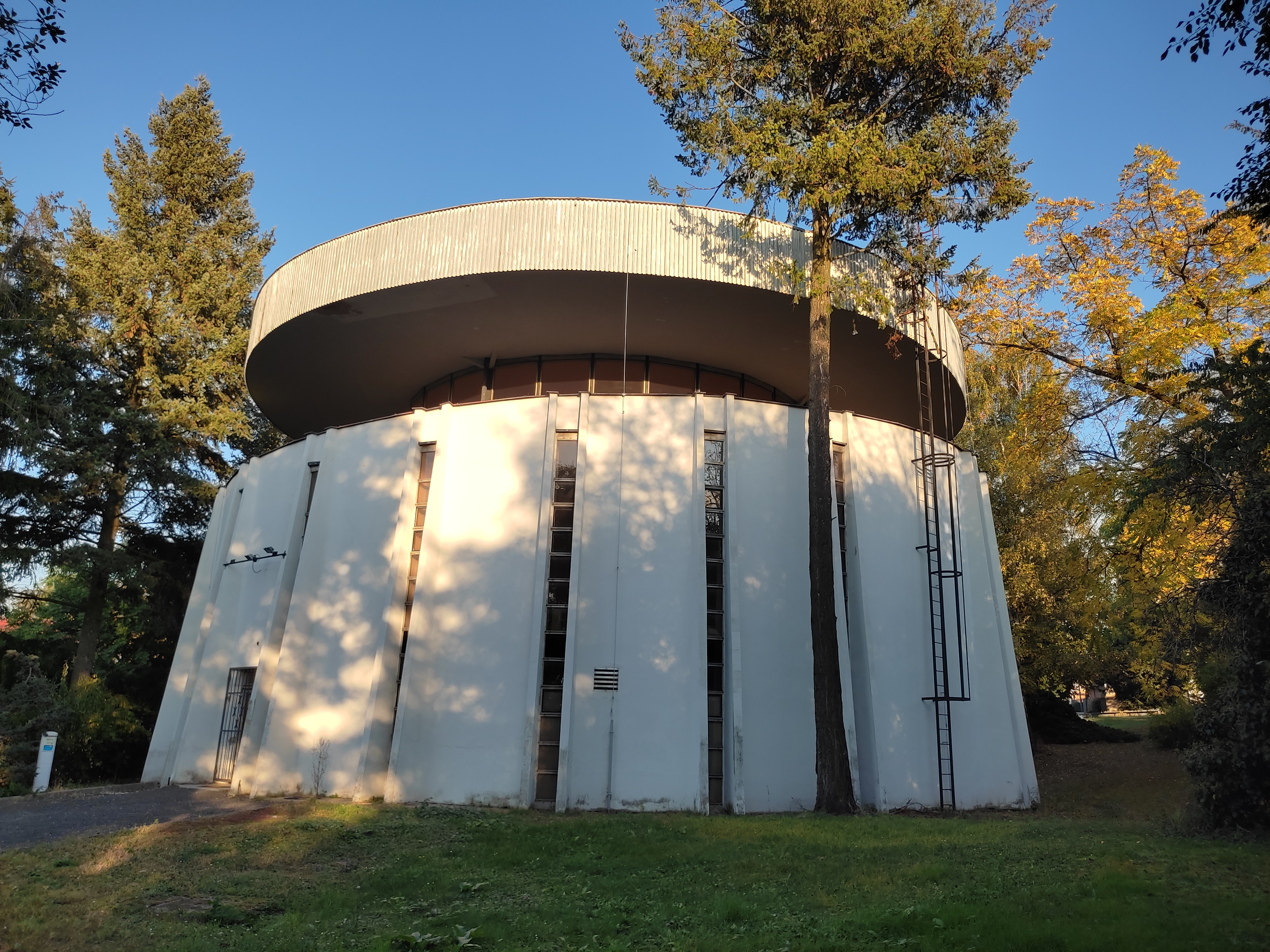
Smuteční sín v Kralupech nad Vltavou
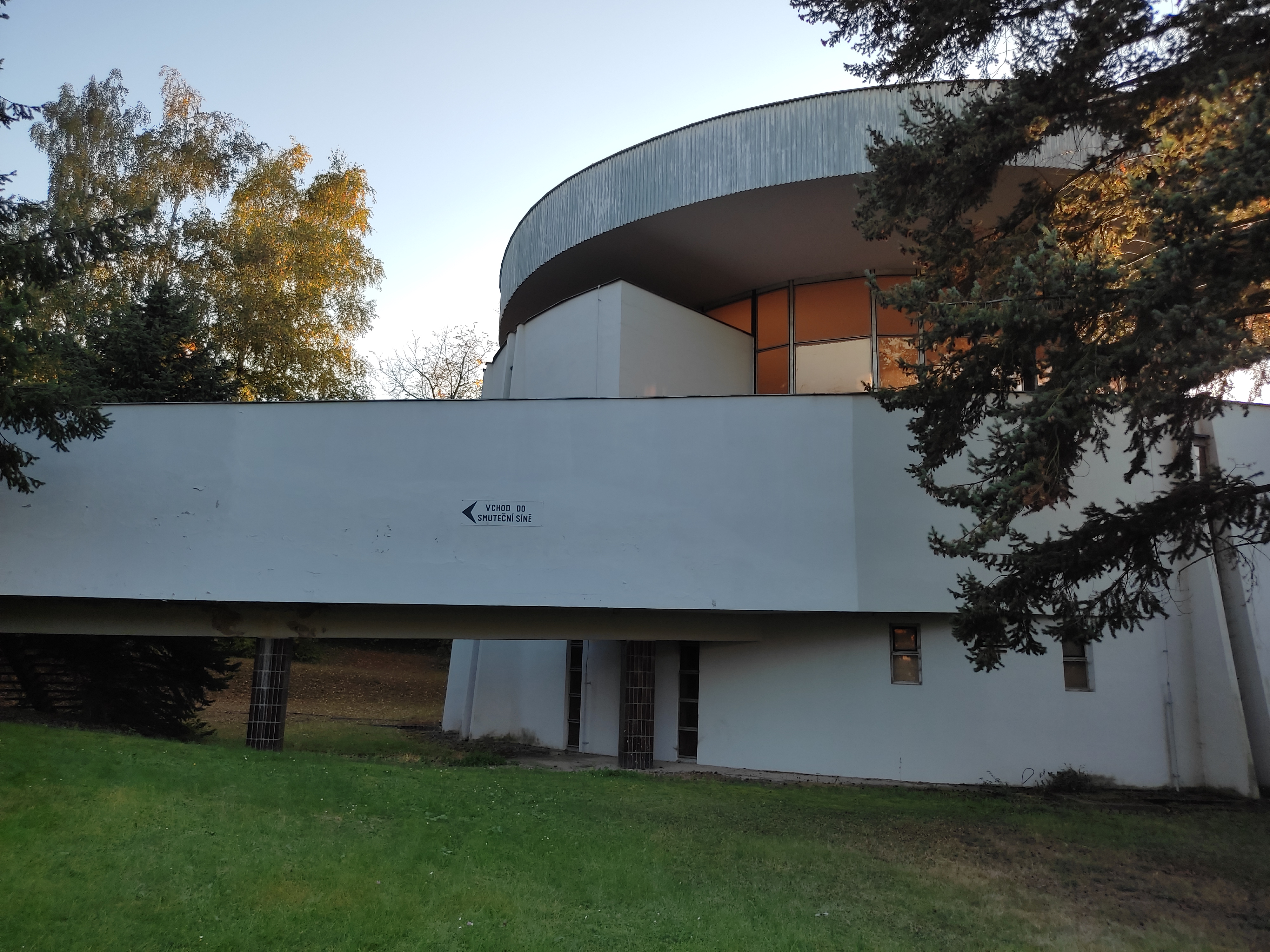
Přístup ke smuteční síni v Kralupech
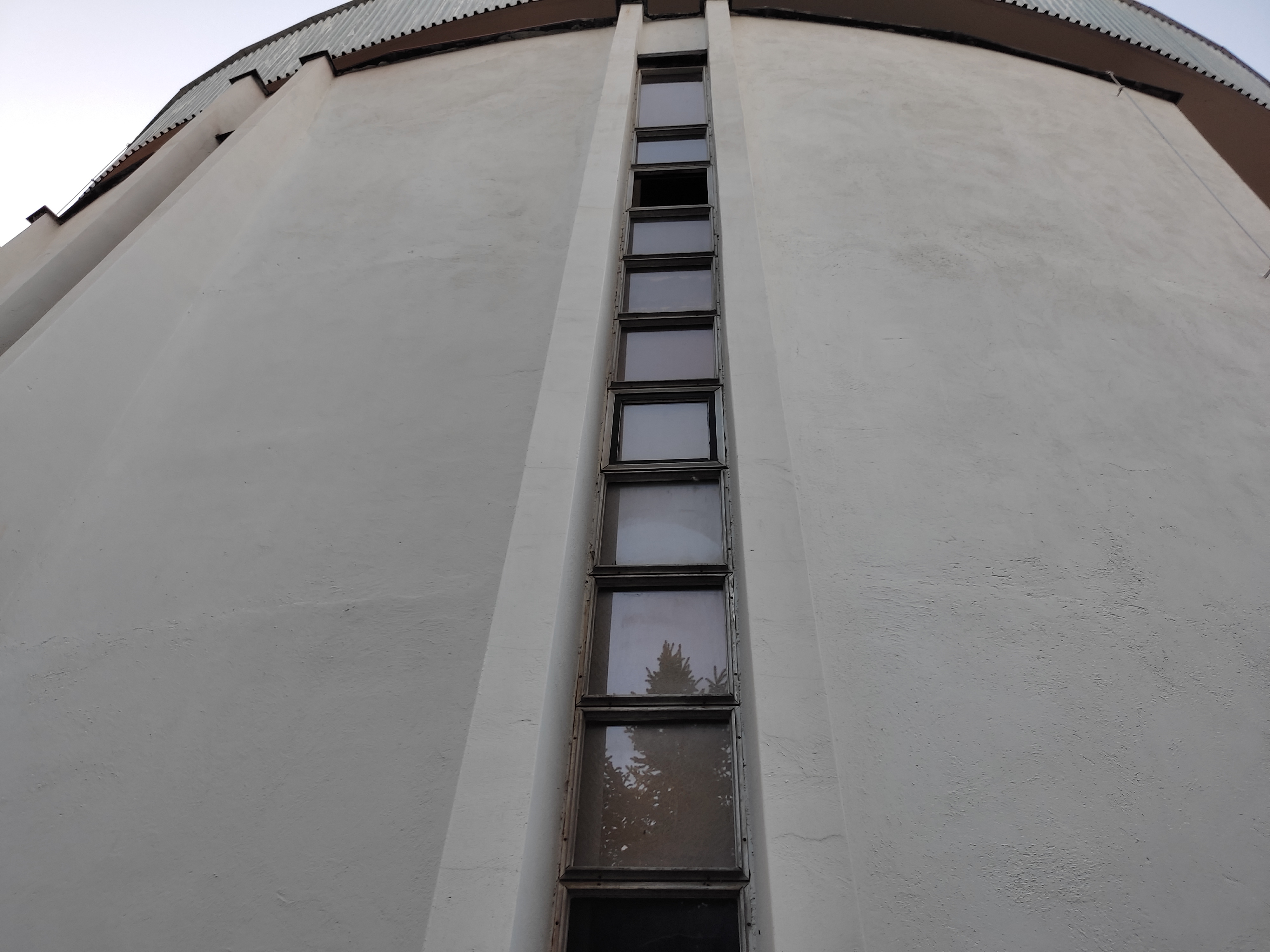
Okna kralupské síně
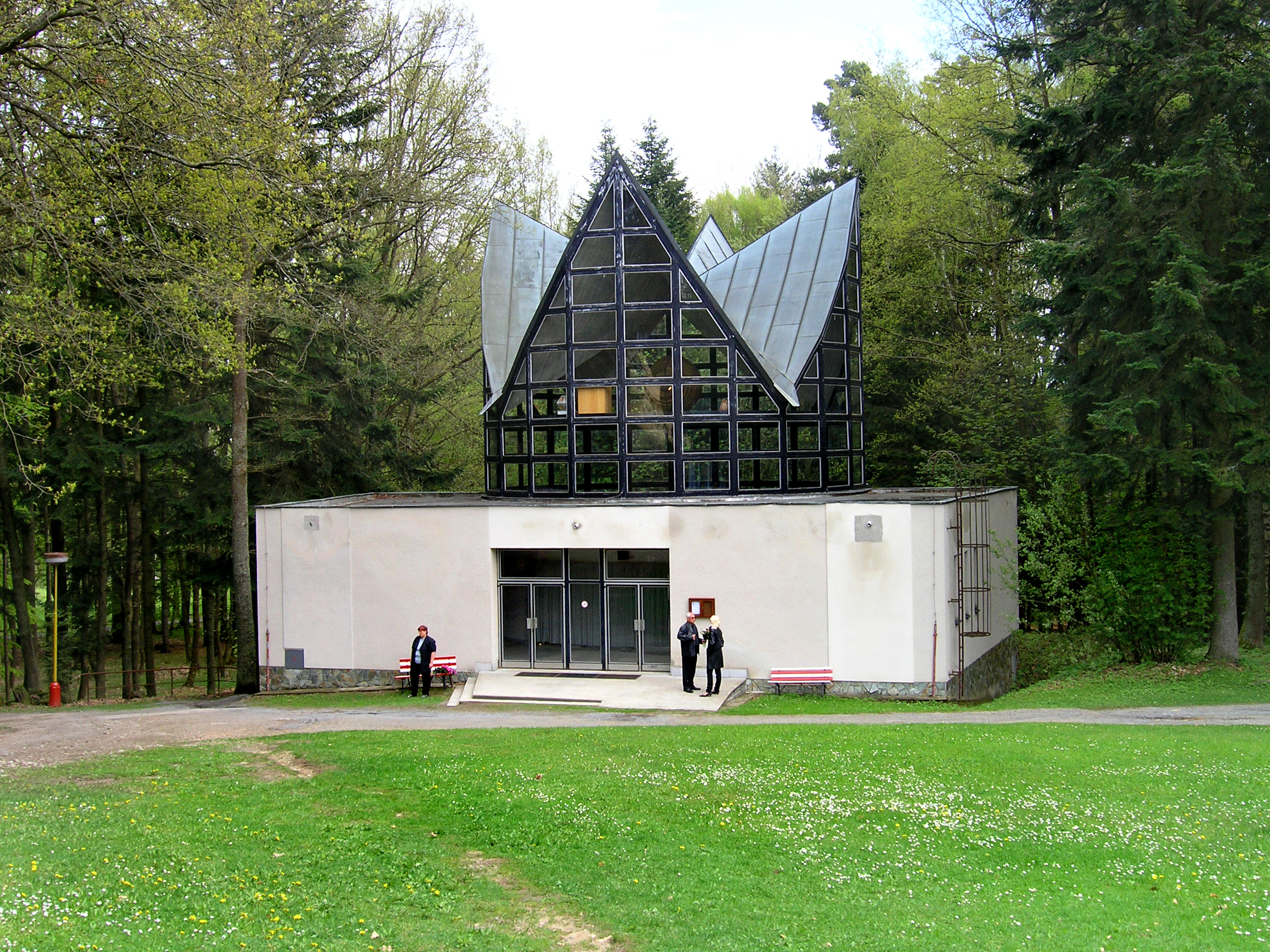
Smuteční síň v Kamenici nad Lipou